# L'Express d'Ottawa
L'Express d'Ottawa est un journal hebdomadaire canadien de langue française en milieu minoritaire qui s'adresse avant tout à la communauté franco-ontarienne. Il est créé en 1983, et couvre principalement Ottawa et Orléans. Son tirage est de 13 000 exemplaires.
L'Express d'Ottawa fait partie de l'Association de la presse francophone (APF). Il est récipiendaire du Prix du meilleur journal de l'année de cette association en 2014.
L'Express a cessé de publier en version papier en juin 2015.